# Cuprorivait
Cuprorivait là một khoáng vật phyllosilicat của đồng và calci. Nó là khoáng vật thuộc nhóm gillespit, bao gồm cuprorivait, effenbergerit (BaCuSi4O10), gillespit (BaFe2+Si4O10) và wesselsit (SrCuSi4O10).

## Biểu hiện khoáng vật
Trộn lẫn với thạch anh (núi Vesuvius, Italia); trong thể tù nê nham phun trào từ nón bọt đá (nón núi lửa Sattelberg, Đức).

## Khoáng vật kèm
Thạch anh, diopsid, aegirin.

## Phân bố
Tại Italia có trên núi Vesuvius, Campania. Từ Wheal Edward, Cornwall ở tây nam Anh. Tại đá Summit (43°5′58″B 122°4′38″T / 43,09944°B 122,07722°T), gần hồ Diamond, quận Douglas, Oregon, Hoa Kỳ. Từ nón núi lửa Sattelberg, gần Brenk, rặng núi Eifel, Đức. Tại Musina, tỉnh Limpopo, Nam Phi.

## Tên gọi
Được Carlo Minguzzi mô tả lần đầu tiên năm 1938 theo mẫu vật thu được từ núi Vesuvius. Tên gọi của nó là do hàm lượng đồng cao và sự tương tự như rivait (CaSiO3) theo phỏng đoán.